# Nioumachoua
Nioumachoua (auch: Niomachoi, Nioumachoi, Nioumachoua, Nioumgchoi, Numa Choa, Nyumashiwa) ist der zweitgrößte Ort auf der Insel Mohéli im Inselstaat Komoren im Indopazifik.

## Geographie
Nioumachoua liegt auf einer Landzunge an der Südküste von Moheli. Nach Fomboni der Hauptstadt der Insel führt kein direkter Weg, obwohl die Luftlinie nur etwa 8 km beträgt. Die Bebauung des Ortes konzentriert sich an der Spitze der Halbinsel, während die Buchten, welche die Halbinsel umgeben, unter anderem Port Nioumachoua, einen Mangrovengürtel aufweisen. Bekannt ist der Ort für die Inselchen, die sich im Meer nach Süden erstrecken, die sogenannten Îlots de Nyumashiwa. Seitdem sie als Parc marin de Mohéli unter schutz gestellt wurden, werden die berühmten weißen Strände der Inseln vor allem touristisch genutzt.

### Die Inselchen von Nyumashiwa
Es gibt acht große Îlots de Nyumashiwa und mehrere kleine Felseneilande, die zu einem stark zerklüfteten Bergmassiv gehören. Die Inseln erstrecken sich fingerförmig von Norden nach Süden.  shissiwa ist die Bezeichnung für „Insel“.
Die bekanntesten Inseln sind: Shisiwa Wenefu, Shisiwa Mbuzi (Shisiwa Bwanaidi), Shisiwa Manyuny (Shisiwa Madi Bacar), Shisiwa Kandzoni.